# جان تاباك
جان تاباك (بالكرواتية: Žan Tabak) مواليد 15 يونيو 1970 في جمهورية كرواتيا الاشتراكية، هو لاعب كرة سلة كرواتي سابق أصبح مدرباً بدأ مسيرته الاحترافية في سنة 1985. تم اختياره من قبل فريق هيوستن روكتس خلال الدرافت يدرب في الدوري الإسباني لكرة السلة. يبلغ طوله 7 قدم 0 بوصة (2.1 م). مثّل منتخب بلاده. شارك في دورة الألعاب الأولمبية الصيفية سنة 1992. اعتزل اللعب في 2005. أحرز خلال مسيرته في الإن بي إيه 1233 نقطة بمعدل 5.0 نقاط في المباراة الواحدة.

## المسيرة الاحترافية
لعب مع أولمبيا ميلانو في الدوري الإيطالي في موسم 1993–1994، ثم لعب مع هيوستن روكتس في موسم 1994–1995، ثم لعب مع تورونتو رابتورز من سنة 1995 إلى 1998، ثم لعب مع بوسطن سيلتكس في سنة 1998، ثم لعب مع فنربخشة لكرة السلة في الدوري التركي في موسم 1998–1999، ثم لعب مع إنديانا بايسرز من سنة 1999 إلى 2001، ثم لعب مع ريال مدريد لكرة السلة في الدوري الإسباني في موسم 2001–2002، ثم لعب مع جوفينتوت بادالونا من سنة 2002 إلى 2004.

## سجل المنافسة
شارك في المنافسات التالية:
- بطولة أمم أوروبا لكرة السلة 1993
- الألعاب الأولمبية الصيفية 1996

## الميداليات
| الميدالية | المسابقة                         |
| --------- | -------------------------------- |
| فضية      | الألعاب الأولمبية الصيفية 1992   |
| برونزية   | بطولة أمم أوروبا لكرة السلة 1993 |

## روابط خارجية
- جان تاباك على موقع الاتحاد الدولي لكرة السلة (الإنجليزية)
- جان تاباك على موقع الاتحاد الدولي لكرة السلة (الإنجليزية)
- جان تاباك على موقع الدوري الأوروبي لكرة السلة (الإنجليزية)
- جان تاباك على موقع إن بي أي (الإنجليزية)
- جان تاباك على موقع سبورتس رفرنس (الإنجليزية)
- جان تاباك على موقع الدوري الإسباني لكرة السلة (الإسبانية)
- جان تاباك على موقع كرة السلة الأوروبية.كوم (الإنجليزية)
- جان تاباك على موقع ريلجم (الإنجليزية)
- جان تاباك على موقع بروبوليرز (الإنجليزية)
- جان تاباك على موقع سبورتس رفرنس (الإنجليزية)